# Worth It
"Worth It" é uma canção do grupo feminino estadunidense Fifth Harmony, contida em seu álbum de estreia Reflection (2015). Conta com a participação do rapper compatriota Kid Ink, e foi composta por Priscilla Renea, Ori Kaplan, Mikkel S. Eriksen e Tor Erik Hermansen, sendo produzida pelos dois últimos sob o nome artístico Stargate, com Kaplan servindo como co-produtor e Tim Blacksmith e Danny D. como produtores executivos. A faixa foi enviada para estações de rádio estadunidenses mainstream e rhythmic em 3 de março de 2015 através da Epic Records, servindo como o terceiro single do disco. A obra está presente na trilha sonora da telenovela A Regra do Jogo (2015) e recebeu indicações para Song of the Summer nos MTV Video Music Awards de 2015 e Choice Single: Group e Choice Summer Song nos Teen Choice Awards do mesmo ano, vencendo a última.

## Faixas e formatos
| Download digital |                          |         |  |
| N.º              | Título                   | Duração |  |
| 1.               | "Worth It" (com Kid Ink) | 3:44    |  |

| CD single |                                 |         |  |
| N.º       | Título                          | Duração |  |
| 1.        | "Worth It" (com Kid Ink)        | 3:44    |  |
| 2.        | "Worth It" (versão sem Kid Ink) | 3:05    |  |

## Desempenho nas tabelas musicais

### Posições
| Tabela musical (2015)                                  | Melhor posição |
| ------------------------------------------------------ | -------------- |
| Alemanha (Media Control Charts)                        | 16             |
| Austrália (ARIA Charts)                                | 9              |
| Áustria (Ö3 Austria Top 40)                            | 23             |
| Bélgica (Ultratop 50 de Flandres)                      | 14             |
| Bélgica (Ultratop 40 da Valônia)                       | 18             |
| Brasil (Brasil Hot 100 Airplay)                        | 52             |
| Canadá (Canadian Hot 100)                              | 13             |
| Coreia do Sul (Gaon Music Chart)                       | 14             |
| Escócia (The Official Charts Company)                  | 3              |
| Eslováquia (IFPI Slovenská Republika)                  | 11             |
| Espanha (Productores de Música de España)              | 62             |
| Estados Unidos (Billboard Hot 100)                     | 12             |
| Estados Unidos (Pop Songs)                             | 4              |
| Estados Unidos (Adult Pop Songs)                       | 22             |
| França (Syndicat National de l'Édition Phonographique) | 15             |
| Grécia (Greece Digital Songs)                          | 2              |
| Hungria (Magyar Hanglemezkiadók Szövetsége)            | 6              |
| Irlanda (Irish Recorded Music Association)             | 23             |
| Israel (Media Forest)                                  | 1              |
| Itália (Federazione Industria Musicale Italiana)       | 34             |
| Japão (Japan Hot 100)                                  | 26             |
| Líbano (The Official Lebanese Top 20)                  | 1              |
| Luxemburgo (Luxembourg Digital Songs)                  | 9              |
| México (Mexico Airplay)                                | 1              |
| Nova Zelândia (NZ Top 40 Singles)                      | 31             |
| Países Baixos (MegaCharts)                             | 25             |
| Chéquia (IFPI Česká Republika)                         | 6              |
| Reino Unido (UK Singles Chart)                         | 3              |
| Suécia (Sverigetopplistan)                             | 63             |
| Suíça (Schweizer Hitparade)                            | 21             |
| União Europeia (Euro Digital Songs)                    | 5              |

| Tabela musical (2015)              | Melhor posição |
| ---------------------------------- | -------------- |
| Alemanha (Media Control Charts)    | 49             |
| Austrália (ARIA Charts)            | 62             |
| Áustria (Ö3 Austria Top 40)        | 75             |
| Bélgica (Ultratop 50 de Flandres)  | 55             |
| Bélgica (Ultratop 40 da Valônia)   | 88             |
| Canadá (Canadian Hot 100)          | 32             |
| Estados Unidos (Billboard Hot 100) | 23             |
| Estados Unidos (Pop Songs)         | 16             |
| Países Baixos (MegaCharts)         | 69             |
| Suíça (Schweizer Hitparade)        | 66             |

| País (Empresa)             | Certificação |
| -------------------------- | ------------ |
| Alemanha (BVMI)            | Ouro         |
| Austrália (ARIA)           | 2× Platina   |
| Áustria (IFPI Áustria)     | Ouro         |
| Bélgica (BEA)              | Ouro         |
| Canadá (Music Canada)      | 2× Platina   |
| Dinamarca (IFPI Dinamarca) | Ouro         |
| Espanha (PROMUSICAE)       | Ouro         |
| Estados Unidos (RIAA)      | 4× Platina   |
| Itália (FIMI)              | 2× Platina   |
| México (AMPROFON)          | Ouro         |
| Nova Zelândia (RMNZ)       | Platina      |
| Suécia (GLF)               | Platina      |
| Reino Unido (BPI)          | Ouro         |

## Créditos
Todo o processo de elaboração de "Worth It" atribui os seguintes créditos:
Gravação
- Gravada em 2014 nos Westlake Recording Studios (Los Angeles, Califórnia), Windmark Recording (Santa Mônica, Califórnia) e The Hide Out Studios (Londres)
- Mixada nos Larrabee North Sound Studios (North Hollywood, Califórnia)
- Masterizada nos The Mastering Place (Nova Iorque)

Publicação
- Publicada pelas seguintes empresas: WB Music Corp. (ASCAP), Power Pen Associated Publishing (ASCAP), Keep It Simple Stupid Publishing (ASCAP)/EMI April Music Inc., EMI Music Publishing Ltd. (ASCAP), Songs Music Publishing, LLC, Bluma Music (ASCAP) e Songs of SMP (ASCAP)
- A participação de Kid Ink é uma cortesia da RCA Records, uma divisão da Sony Music Entertainment

Produção
| - Ally Brooke Hernandez: vocal principal, vocal de apoio - Camila Cabello: vocal principal, vocal de apoio - Normani Kordei: vocal principal, vocal de apoio - Dinah Jane Hansen: vocal principal, vocal de apoio - Lauren Jauregui: vocal de apoio - Kid Ink: vocal participante - Ori Kaplan: composição, produção, saxofone - Priscilla Renea: composição - Mikkel S. Eriksen: composição, instrumentação, gravação - Tor Erik Hermansen: composição, instrumentação | - Stargate: produção - Tim Blacksmith: produção executiva - Danny D.: produção executiva - Miles Walker: gravação - Mike Anderson: gravação - Dave Kutch: masterização - Jaycen Joshua: mixagem - Maddox Chhim: assistência de mixagem - Ryan Kaul: assistência de mixagem |

## Histórico de lançamento
| País           | Data                | Formato           | Gravadora  |
| -------------- | ------------------- | ----------------- | ---------- |
| Estados Unidos | 3 de março de 2015  | Rádios mainstream | Epic       |
| Estados Unidos | 3 de março de 2015  | Rádios rhythmic   | Epic       |
| Alemanha       | 8 de maio de 2015   | CD single         | Sony Music |
| Reino Unido    | 21 de junho de 2015 | Download digital  | Syco       |